# Phorbas clathrodes
Phorbas clathrodes är en svampdjursart som först beskrevs av Arthur Dendy 1922.  Phorbas clathrodes ingår i släktet Phorbas och familjen Hymedesmiidae. Inga underarter finns listade i Catalogue of Life.